# L

نحوه رسم L (ال بزرگ) و l (ال کوچک)

L دوازدهمین حرف از حروف الفبای لاتین است. که در الفبای انگلیسی مدرن، الفبای سایر زبان‌های اروپای غربی و سایر زبان‌ها در سراسر جهان استفاده می‌شود. نام آن در انگلیسی el (تلفظ /ˈɛl/ EL)، جمع els است.

## در نگارش فارسی
این حرف معادل حرف / ل / در الفبای فارسی می‌باشد. و فونتیک یا همان تلفظ آواییش به صورت / el / است.

## کاربرد

### ریاضی
در دستگاه بین‌المللی یکاها "L" نماد طول (Length) یا لیتر (Liter) است.

### اعداد رومی
در اعداد رومی، حرف "L" نمایانگر عدد 50 است.

## نگارخانه

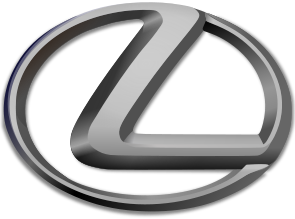
نشان‌واره لکسوس
نشان‌واره لوکسژن
Silver Legion of America